# M-12 (Rusland)

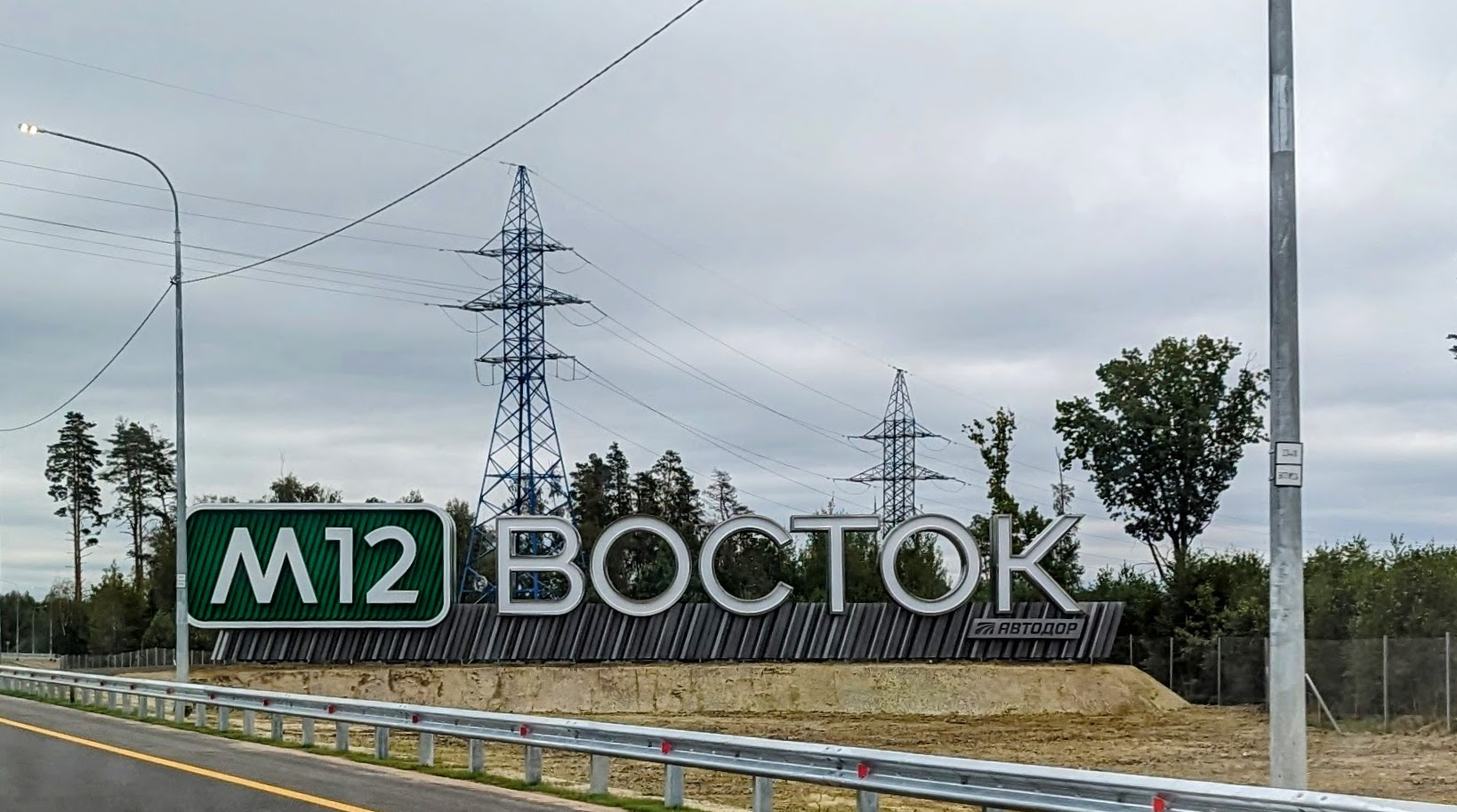
Begin van de M-12 "Vostok" ("Oost")

De M-12 is een autosnelweg in Rusland. De weg verbindt de hoofdstad Moskou met Kazan. De M-12 is 810 kilometer lang.  De autosnelweg met groene bewegwijzering is een tolweg met een maximumsnelheid van 130 kilometer per uur. Op 21 december 2023 werd de autosnelweg geopend tot Kazan. In 2022 en 2023 werd ongeveer 750 kilometer van de snelweg opengesteld. Er zijn plannen om de snelweg door te trekken tot Jekaterinburg en de grens met Mongolië. In juli 2025 werd het stuk tussen Dyurtyuli en Achit geopend.